# František Venclovský
František Venclovský (25. dubna 1932 Lipník nad Bečvou – 13. prosince 1996 Přerov) byl československý boxer a plavec. Známý je ale především jako otužilec a tím, že na druhý pokus s časem 15 hodin 26 minut přeplaval jako první Čechoslovák 30. července 1971 kanál La Manche. Po druhém překonání Lamanšského průlivu 30. srpna 1975 mu byl v roce 1976 udělen titul Zasloužilý mistr sportu.
František Venclovský byl sportovec, který patřil v padesátých letech ke špičce československých boxerů. Po těžkém úrazu krční páteře se ale musel s tímto sportem rozloučit. Začal se věnovat otužování a dálkovému plavání. Od roku 1964 žádal československé úřady o povolení přeplavat La Manche, ale k prvnímu pokusu mohl nastoupit až v roce 1970. 6. září vyplaval z Francie, ale pro nepřízeň počasí, nevolnost a vyčerpání pokus nedokončil. O rok později již byl úspěšný.
Venclovského následovníkem z Československa byl v roce 1974 Ján Novák, který by měl být považován za prvního slovenského přemožitele kanálu La Manche. V současnosti je za něj oficiálně uváděn Zoltán Makai, jehož plavba se uskutečnila 2. srpna 2002, tedy po vzniku samostatného Slovenska.